# ليزا هيد
ليزا هيد (بالإنجليزية: Lisa Head)‏ هي عسكري بريطانية، ولدت في 30 نوفمبر 1981 في هدرسفيلد في المملكة المتحدة، وتوفيت في 19 أبريل 2011 في مستشفى الملكة إليزابيث برمنغهام في المملكة المتحدة.